# 海归
海归特指从海外留学归国的人员，為中国大陆與臺灣的常見用語。因为“海归”和“海龟”谐音，因此也有作“海龟”的用法。

## 中華人民共和國

### 海归与本土文化的适应问题
由于海归人群中有很大一部分比例的人群受到来自西方國家或其他相对发达的民主社会的、有关民主及其他社会观念的影响，在其归国后，与中国大陆相对较保守的本土文化的交融与冲突问题显得比较突出。

### 海归创业政策
中国为鼓励海外留学归国人员创业，制订了相关的政府性的条文以便下级行政政府和机关
- 国家在各学科和技术领域为海外留学人员为国服务提供方便。对在某些学科和专业处于世界领先水平，具有国际竞争力的合作研究开发项目，可按国家现行规定渠道获得经费支持。
- 按照国际惯例，海外留学人员为国服务的合作单位要给付合理报酬。对短期聘用的留学人员，单位可根据其业绩大小，经双方协商确定协议报酬。对从事中介活动的，可收取中介费或佣金。对合作研究、合资创办企业的，留学人员可以专利、发明、专有技术、管理等要素参与分配。
- 各地区、各部门和用人单位根据人才需要和财力可能，适当拨出专款对留学人员为国服务活动给予一定的经费支持。对从事国家重点研究项目和短期回国服务的留学人员，根据承担的项目和任务，经申请批准，国家或地方政府及用人单位给予适当经费投入。
- 保护海外留学人员的知识产权。保障留学人员在专有知识、技术专利、科研成果或合作和委托研究开发的科研成果等方面享有的知识权益。个人科研成果在知识产权收入分配中所占份额预先与合作单位商定，留学人员按有关规定分享。所得税后收入可兑换成外汇汇出境外。
- 国家支持各地区、各部门和用人单位为海外留学人员为国服务创造良好工作和生活条件。鼓励到国内各经济开发区、 高新技术开发区、留学人员创业园进行科技开发和科研成果转化，享受优惠政策。在国内创办企业的，各有关部门给予必要支持，在企业注册、土地使用、工商、税务、商检等方面，简化手续，减少环节，提供服务。
- 对在华任职的留学归来人员中的外籍高科技、高层次管理人才可以提供入出境便利。对需多次临时入境人员，可根据实际需要发给有效期一年以上，最长不超过五年的多次入境有效“F”签证，对需在华常住人员，可根据实际需要发给一年以上，最长不超过五年的外国人居留证，对需要多次出入境的，同时发给与外国人居留证相同期限的多次返回“Z”签证；对申请在华定居（包括其配偶、未成年子女），可批准同意发给永久有效的外国人居留证。上述人员需提供教育部国际交流与合作司或人事部专业技术人员管理司或各地厅局级人事部门的证明文件。对取得国外长期居留权的，可凭中国护照、副省级市以上政府人事部门证明，在购买住房、子女入学入托及就业等方面享受当地居民待遇。
- 海外留学人员在国内创办企业、建立合作研究开发基地等，根据需要招聘大学本科以上工作人员，各地人事部门要按照有关政策积极支持帮助，并提供人事代理服务。

### 海待
海待這個詞衍生自另一個更早出現的名詞「海歸」（出國留學又回國來求職工作的這一群人）。二十世紀末很多人都聽過「出國鍍層金，回國拿高薪。」那時候「海歸」是大家羨慕又佩服的對象。但是隨着回國的越來越多，俗稱「海廢」的「留學垃圾」也不斷湧現，使得某些「海歸」的身價縮水，加之很多「海歸」求職期望值高，不願低就，於是回國後相當長的一段時間內未能就業，被大家戲稱「海待」（與「海帶」諧音），意思就是海外歸來、在家待業。
「海待」的出現有着多方面的原因。某些國外教育機構的課程和教學與中國人才市場的需求相差較遠是原因之一；「海歸」水土不服，無法儘快融入中國企事業單位是原因之二；有些出國人員留學的目的性不強，學習沒有針對性因而學習效果欠佳也是一個原因。

## 中華民國

### 海归与本土文化的适应问题
在台灣，因在國外受外國文化的影響，有部分海歸學子步入職場後，導致工作期間與老闆、同事無法溝通、相處。有部份則是眼高手低，低的職位不願意做，高的職位又應徵不到，導致一直在找工作。

### 波蘭醫學生事件
波蘭醫學台生事件，又稱波波牙醫事件、波波醫師事件，是指發生於2008年至2010年間，台灣對於在歐洲部分國家取得醫學學歷海歸就業的爭議，部份就是經由留學代辦而去就讀。